# Koka soppa på en spik
Att koka soppa på en spik är ett uttryck hämtat från en folksaga med samma titel. Folksagan handlar om en luffare som ber en snål gumma att bjuda honom på soppa. Luffaren har bara en gryta och en spik som han börjar koka soppa på, men ber gumman om han kan få lite krydda till soppan. Genom att sedan fråga efter fler och fler ingredienser lyckas han till slut koka en ätbar soppa på spiken.
I överförd bemärkelse kan uttrycket betyda att lyckas åstadkomma något av "ingenting", i en till synes hopplös situation. Det kan också betyda att uppförstora något som inte har tillräcklig substans i sig. Då kan man överdriva för- eller nackdelar (som var och en inte är relevanta eller håller för granskning), som den argumenterande anser tillsammans utgör bevis för att denne har rätt. Jämför göra en höna av en fjäder respektive kejsarens nya kläder.
Folksagan förekommer i många olika kulturer, bland annat i svensk sagotradition.